# Mission: Impossible - Fallout
Mission: Impossible VI- Fallout er en amerikansk actionfilm fra 2018 med Tom Cruise i hovedrollen som Ethan Hunt. Filmen er den sjette film i serien.

## Medvirkende
- Tom Cruise som Ethan Hunt
- Henry Cavill som August Walker
- Ving Rhames som Luther Stickell
- Rebecca Ferguson som Ilsa Faust
- Simon Pegg som Benji Dunn
- Sean Harris som Solomon Lane
- Vanessa Kirby som Alanna Mitsopolis
- Angela Bassett som Erika Sloane
- Michelle Monaghan som Julia Meade
- Alec Baldwin som Alan Hunley
- Wes Bentley som Erik, Julias mand
- Frederick Schmidt som Zola Mitsopolis
- Ross O'Hennessy som britisk agent